# Mühlau (Szwajcaria)
Mühlau (gsw. Mülau) – gmina (niem. Einwohnergemeinde) w Szwajcarii w kantonie Argowia, w okręgu Muri, nad rzeką Reuss. Powierzchnia gminy wynosi 5,52 km². Populacja na dzień 31 grudnia 2020 roku wynosiła 1 218 osoby.

## Historia
Wieś po raz pierwszy wzmiankowana w 1274 roku jako Mulnowe. W 1810 roku uformowano gminę z Mühlau i Krähenbühl. W 1878 dołączono do niej wsie Kestenberg i Schoren z gminy Merenschwand.

## Transport
W Mühlau znajduje się przystanek kolejowy z 1885 roku. Znajduje się on na linii kolejowej z Muri do Rotkreuz, otwartej w 1881 roku.